# Jackie Greene
Jackie Greene es un cantautor y músico norteamericano. Tiene una carrera en solitario y era miembro de la formación final de los Black Crowes, que se disolvió en enero de 2015.

## Comienzos
Greene nació como Chris Nelson en Salinas, California y desarrolló interés por la música a temprana edad, empezando con el piano. A los 14 años empieza a tocar la guitarra y en poco tiempo era capaz de tocar con bandas de bar locales. Pronto empieza a componer sus propias canciones. Graba en un estudio de garaje, imprimiendo sus propios CD y vendiéndolos por todas partes. Con el dinero obtenido fue capaz de autopublicar su primer álbum completo, el original Rusty Nails.

## Carrera
A finales de 2002, Greene publicó su segundo álbum, el primero con el sello CAVAR, Gone Wanderin', el cual ganó el Premio de la Música de California para Mejor Álbum de Blues/Raíces de 2003, permaneció en las listas nacionales de Americana más de un año y le consagró entre los nuevos talentos del género. 
En 2004 Greene publicó su tercer álbum, Sweet Somewhere Bound y empezó recibir difusión radiofónica para singles como "Honey I Been Thinking About You".
Posteriormente Greene ha hecho giras norteamericanas con Gov't Mule, Los Lobos, Mark Knopfler, B.B. King, Phil Lesh, Ratdog, Huey Lewis, Susan Tedeschi, Taj Mahal y Buddy Guy y ha tocado en festivales de EE. UU. como All Good, Gathering of the Vibes, Mountain Jam, Grateful García Gathering, Newport Jazz, Newport Folk, South by Southwest, Wakarusa, Winnipeg Folk, Bonnaroo, Outside Lands, and Rothbury. Ha actuado con Levon Helm en varias Midnight Rambles.
En 2005,  firma con Verve y publica American Myth en marzo de 2006. El año siguiente, Greene se unió a Phil Lesh and Friends, del bajista de Grateful Dead. Otros miembros de la banda eran John Molo, Larry Campbell y Steve Molitz. También en 2005 su canción "I Will Never Let You Go" fue utilizada en la banda sonora de la película Brokeback Mountain, ganando el Premio de la Academia en 2005 para Mejor banda sonora original.
En 2007, su versión de "Look Out Cleveland" fue incluida en el álbum de tributo Endless Highway: The Music of The Band.
Entretanto, Greene continuó su carrera en solitario publicando Giving Up the Ghost en 429 Records, en abril de 2008, e hizo su segunda visita al programa de TV Noche con Conan O'Brien , en junio de 2008, tocando "Like a Ball & Chain". 

En octubre y noviembre de 2009, Jackie Greene tocó una serie de conciertos con Gov't Mule, culminando el final de la gira en Halloween en el Tower Theater en Upper Darby, PA, durante el qué Jackie cantó un conjunto de canciones de los Rolling Stones con Gov't Mule. 

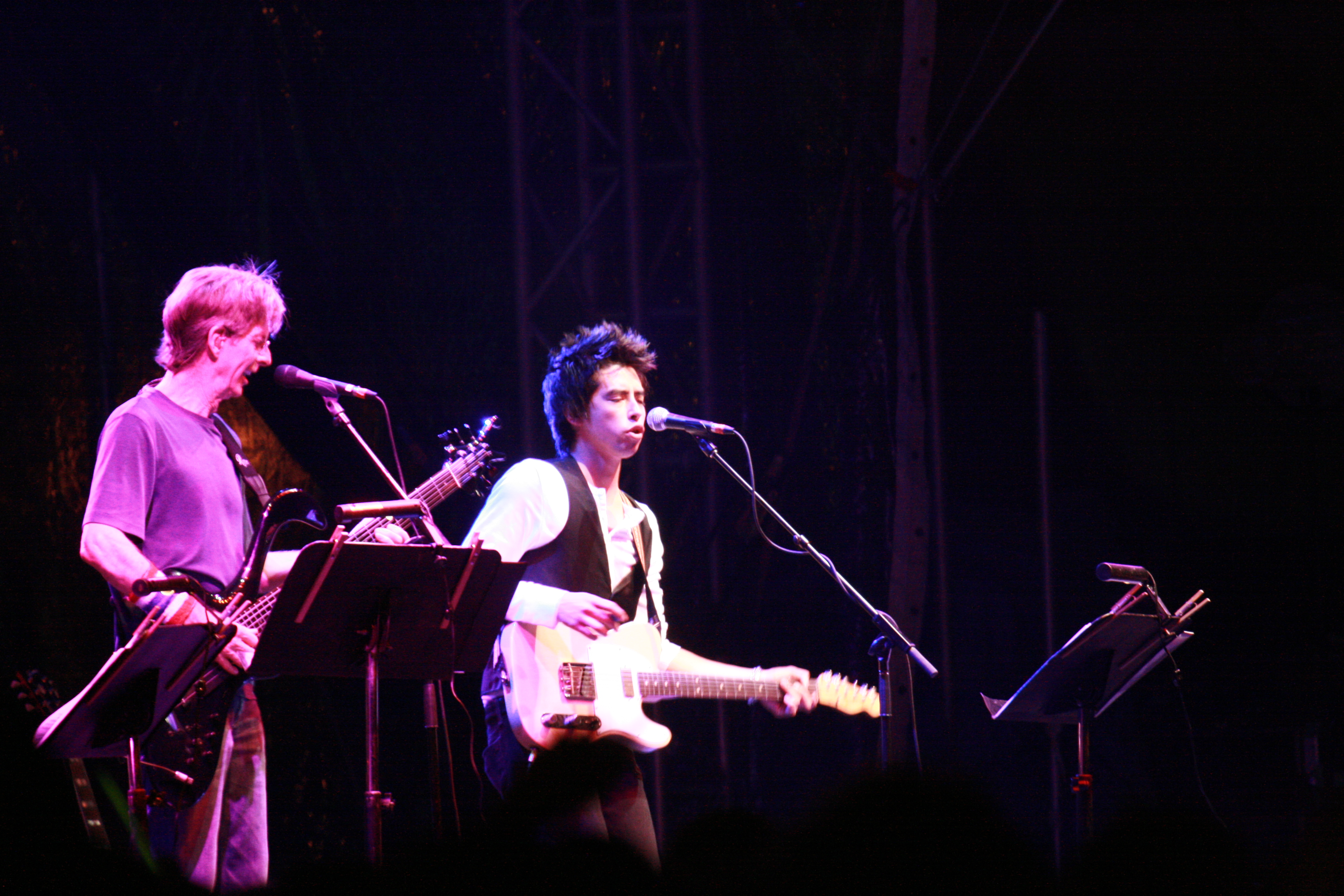
Phil Lesh y Jackie Greene, 2008

La banda de Jackie Greene actualmente presenta a Nathan Dale en la guitarra a Brian Filosa en el bajo y a Fitz Harris en la batería. Fueron miembros en el pasado Jeremy Plog, Steve Taylor, Zack Bowden, Henderson Phillips, Mate McCord, Bruce Spencer, Ben Lefever y Nick Swimley.
Greene también ha formado parte del grupo Trigger Hippy, de 2011 a 2015, junto a la cantante Joan Osborne. 
En la primavera de 2012 Greene, Bob Weir de Grateful Dead y Chris Robinson de los Black Crowes hicieron una gira acústica. Se llamaron el Weir, Robinson, Greene trío, o WRG.
En la primavera de 2013, Greene comenzó a actuar con los Black Crowes como miembro de la banda que se ha disuelto en enero de 2015. En 2015 publica el álbum Back to Birth que no ha cumplido con las expectativas de sus seguidores y representa un bache en su carrera.

## Discografía
- Gone Wanderin' (2002)
- Rusty Nails (2003)
- Sweet Somewhere Bound (2004)
- American Myth (2006)
- Giving Up the Ghost (2008)
- Small Tempest (2009)
- Till the Light Comes (2010)
- Back to Birth (2015)